# Le malheur est dans le prêt
Le malheur est dans le prêt (France) ou Prêt pas prêt, j'y vas (Québec) (No Loan Again, Naturally) est le 12e épisode de la saison 20 de la série télévisée d'animation Les Simpson.

## Synopsis
Pour organiser sa fête annuelle de mardi gras Homer accumule les hypothèques sans comprendre qu'il devrait payer. L’hypothèque d'Homer et de Marge devient trop élevée au point qu'ils sont obligés de vendre leur maison. Compatissant, Ned décide de la racheter et devient leur nouveau propriétaire pour éviter à la famille de se retrouver à la rue. Homer l'utilise comme homme à tout faire pour effectuer des réparations difficiles mais lorsque celui-ci refuse de faire une tâche car il est allé se coucher, Homer l’accuse publiquement de laisser sa famille vivre dans des conditions de vie dangereuses et d'être un mauvais propriétaire. Furieux, Ned menace de les expulser...